# 鳥取県道39号郡家国府線
鳥取県道39号郡家国府線（とっとりけんどう39ごう こおげこくふせん）は、鳥取県八頭郡八頭町と鳥取市を結ぶ県道（主要地方道）である。

## 概要

### 路線データ
- 起点：鳥取県八頭郡八頭町堀越（堀越交差点、国道29号交点）
- 終点：鳥取県鳥取市国府町新井（鳥取県道31号鳥取国府岩美線交点）

## 歴史
- 1993年（平成5年）5月11日 - 建設省から、県道郡家国府線が郡家国府線として主要地方道に指定される[1]。

## 路線状況

### 重複区間
- 鳥取県道282号麻生国府線（八頭郡八頭町大坪 - 八頭郡八頭町延命寺）

## 地理

### 通過する自治体
- 八頭郡八頭町
- 鳥取市

### 交差する道路
| 交差する道路                         | 市町村名 | 市町村名 | 交差する場所       | 交差する場所                  |
| ------------------------------------ | -------- | -------- | ------------------ | ----------------------------- |
| 国道29号                             | 八頭郡   | 八頭町   | 堀越（ほりごし）   | 堀越（ほりこし）交差点 / 起点 |
| 鳥取県道302号大坪隼停車場線          | 八頭郡   | 八頭町   | 大坪               |                               |
| 鳥取県道282号麻生国府線 重複区間起点 | 八頭郡   | 八頭町   | 大坪               |                               |
| 鳥取県道282号麻生国府線 重複区間終点 | 八頭郡   | 八頭町   | 延命寺             |                               |
| 鳥取県道154号上地中河原線            | 鳥取市   | 鳥取市   | 国府町中河原       |                               |
| 鳥取県道31号鳥取国府岩美線           | 鳥取市   | 鳥取市   | 国府町新井（にい） | 終点                          |